# Kemco
Kemco (株式会社 コトブキソリューション?, Kabushiki-gaisha Kotoburi Solution, Kotobuki Solution Co., Ltd.) è un'azienda giapponese specializzata nella produzione di videogiochi.
Fondata nel 1984 come società controllata della Kotobuki Engineering & Manufacturing, dall'anno seguente inizia a realizzare giochi per Nintendo Entertainment System.